# Янгийул (Кушониёнский район)
Янгийул (тадж. Янгийӯл) — село в Кушониёнском районе Хатлонской области Республики Таджикистан. Входит в состав джамоата (сельской общины) Сарвати Истиклол Кушониёнского района.
Находится на расстоянии 15 км от райцентра (пгт. им. Исмоила Сомони) и 3 км до центра общины (с. им. Сироджа Фаттоева).
Население — 1881 чел. (2017).